# 任村猴属
任村猴属（学名：Rencunius）是属于灵长目兔猴下目西瓦兔猴科的已灭绝动物，生活于中始新世。
1953年，周明镇等在河南渑池县任村附近发现了四块灵长类标本。1957年，吴汝康、周明镇将其归入斯氏黄河猴。1994年，菲利浦·金格里奇等将这些标本与斯氏黄河猴模式标本比较后，认定其属于新属，并以发现地任村为新属命名，而种名周氏任村猴（R. zhoui）则取自发现者周明镇。1997年，童永生认为这四个标本并非同属一种，将其中两个标本归入新种吴氏任村猴（R. wui），种名取自该标本最初研究者之一的吴汝康。